# François Joncour
Pour les articles homonymes, voir Joncour.
François Joncour (1871-1946), français, bijoutier à Brasparts de son métier, est surtout connu comme photographe, éditant de nombreuses cartes postales de Bretagne et particulièrement du centre du Finistère pendant le premier quart du XXe siècle, mais aussi comme écrivain de nombreux contes.

## Biographie

### Jeunesse
François Joncour est né le 3 décembre 1871 à Brasparts. Son père, Jean-François était maréchal-ferrant à Brasparts et était né à Saint-Sauveur (Finistère). Sa mère, Jeanne Le Men, était de Plounéour-Ménez. Le décès prématuré de son père entraîna une jeunesse difficile, gardant souvent les vaches au lieu d'aller à l'école. Destiné à devenir lui aussi maréchal-ferrant (il fut envoyé chez un oncle exerçant ce métier à Le Cloître-Pleyben), il apprit à lire en lisant des almanachs en breton, sa langue maternelle, tout en tirant le soufflet et continue à s'instruire en autodidacte. Ayant contracté une infection pulmonaire pendant son service militaire, il ne put faire ce métier et opta à son retour pour celui de bijoutier et il s'installa à la fin du XIXe siècle à Brasparts comme horloger-bijoutier. Il se marie le 2 janvier 1899 à Pleyben avec Marie Anne Jaïn.

### Vocation de photographe
Après s'être initié à la photographie près du commandant Jean Cariou, de Brasparts, il commence en 1902 à sillonner la région à vélo et photographie paysages, scènes de vie, événements divers, et ce jusqu'en 1925, parallèlement à son métier de photographe de studio à Brasparts. Il édite plus de 700 cartes postales qui sont vendues dans les commerces de la région et beaucoup sont reprises pour illustrer les guides touristiques de la région dans les années 1930.
Parallèlement, il s'intéresse à l'archéologie (membre actif de la Société archéologique du Finistère), collecte contes, récits et légendes en partie publiés dans des revues comme Sav et Arvor entre 1938 et 1944. Très croyant, il est membre du Conseil paroissial de Brasparts et continue à parcourir la campagne à bicyclette (son cheval de fer) pour réparer les horloges qu'il avait souvent fabriqué lui-même.
Retraité dans sa maison de Ker Anna, il décède le 26 janvier 1946 âgé de 75 ans.

### Photographies
Il les publie lui-même le plus souvent, mais il recourt aussi parfois aux services d'autres éditeurs de cartes postales comme Émile Hamonic de Saint-Brieuc.
Parmi ses thèmes préférés représentés sur les cartes postales éditées:
- les pardons: le pardon saint Jean-Baptiste de La Feuillée, celui de la chapelle du mont Saint-Michel de Brasparts, celui de la chapelle Sainte-Marguerite à Collorec
- les autres cérémonies religieuses: la Fête-Dieu à Brasparts
- les fêtes de famille: baptêmes, mariages, ..
- les manœuvres militaires à La Feuillée, à Brasparts et l'arrière du front de la guerre 1914-1918 (réfugiés, centre d'instruction, ..)
- les chemins de fer à voie étroite d'intérêt local du centre du Finistère (réseau des Chemins de fer Armoricains)
- la vie agricole: élevage des moutons dans les Monts d'Arrée, exploitation de la lande, tuerie du cochon, barattage du beurre, lavoirs, pressoirs à cidre, ferrage des bœufs, ..
- l'exploitation de la tourbe dans le Yeun Elez
- les foires et marchés (Châteauneuf-du-Faou, Brasparts, Huelgoat, ..)
- les moulins et meuniers
- l'artisanat rural (femmes maniant la quenouille, couturières, ..)
- les métiers d'antan (charbonniers, raccommodeurs de vaisselle ou de parapluies, taupier, pilhaouers, arracheur de dents, ..)
- les costumes bretons traditionnels: très nombreuses cartes postales illustrant la variété des costumes locaux selon les pays de la région (Léon, Brasparts, pays Darloup, etc.)
- l'architecture et les sites naturels des communes de la région: Brasparts, Sizun, Commana, La Feuillée, Huelgoat, Plounéour-Ménez, Loqueffret, Pleyben, Châteauneuf-du-Faou, Plonévez-du-Faou, Collorec, Cléden-Poher, Lopérec, Hanvec, Pont-de-Buis, ..
- la sauvegarde du patrimoine: manoirs, châteaux, monuments mégalithiques, églises et chapelles, statues et blasons, curiosités naturelles[1]…

Ses cartes postales illustrent des sites ou des scènes qui parfois ont désormais disparu et, à ce titre, François Joncour a fait œuvre d'historien. D'autres photographes ont exercé à la même époque dans la région comme Jos Le Doaré à Châteaulin ou Y. Bourlès à Pleyben.

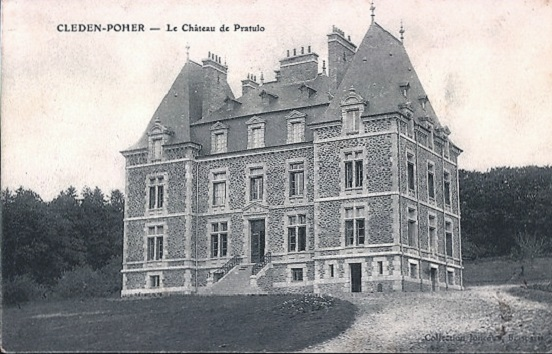
Le château de Pratulo en Cléden-Poher (carte postale de 1907)
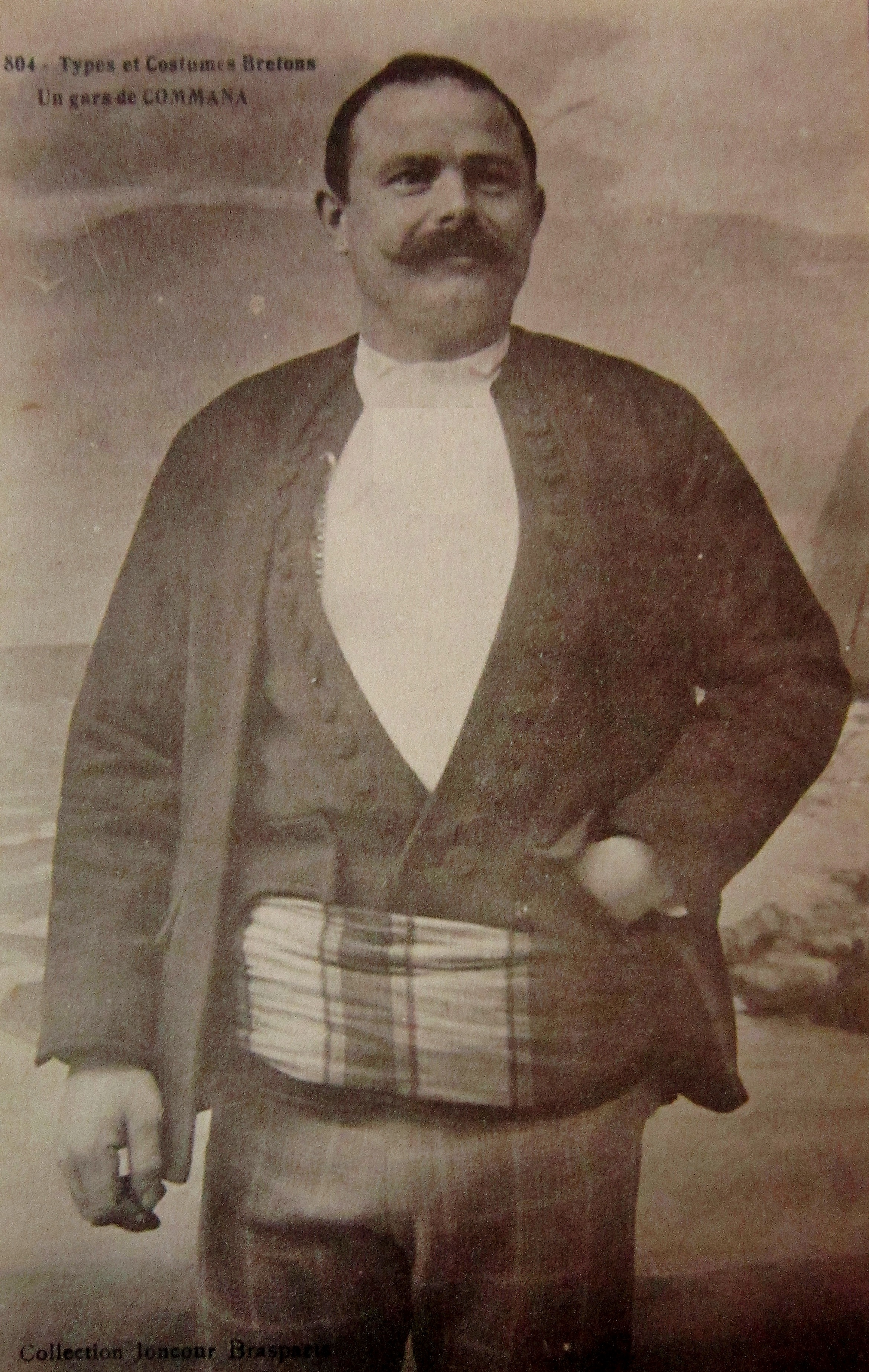
Homme de Commana vers 1920 (carte postale François Joncour)
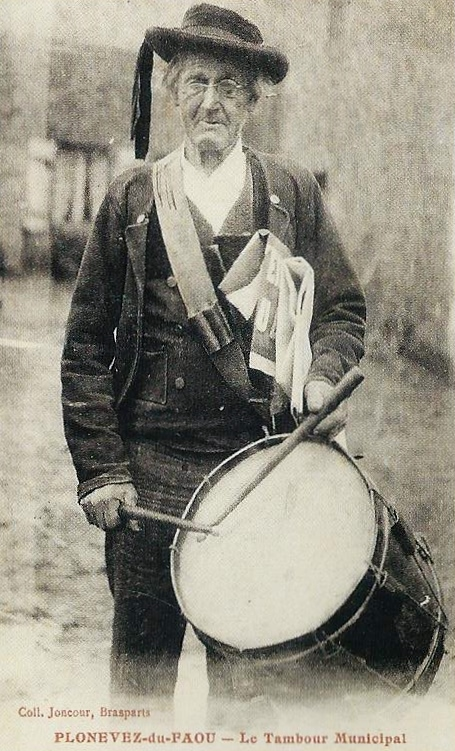
Plonévez-du-Faou : Le tambour municipal (carte postale François Joncour).

### Contes
François Joncour était aussi un fin conteur en langue bretonne, sa langue maternelle. Il publie 8 contes dans la revue Sav entre 1937 et 1942 et 21 dans la revue Arvor entre 1941 et 1944. Par ailleurs, un texte, « Vieilles coutumes bretonnes », paraît dans le Bulletin de la société archéologique du Finistère en 1940. Ses contes sont le plus souvent présentés comme des « histoires vraies », même s'il puise abondamment dans l'imaginaire local et la tradition orale. Son héros principal est Renan Ar Maout.
Liste de ses contes dont le héros est Renan Ar Maout :
- Renan Al Louarn surnommé Ar Maout Kozh et les Parisiens
- Renan Ar Maout et Yann Vourdel
- Un tour de chasse avec Renan Ar Maout et Monsieur Chesnel
- Le marchand de hannetons
- Renan Ar Maout et Kolaig Le Meur allant à la foire
- Youdig Yun Sant Mikael
- Renan Ar Maout devin
- Une partie de pêche
- Les morilhons
- Le fantôme dans le baquet de lessive
- Une plante sans égale
- La soupe aux œufs

Par ailleurs :
- Le renard voleur
- Vieilles coutumes bretonnes (Ennez en deus bet e zac'h)
- La leçon de Monsieur le Recteur à Soaig Le Maréchal
- Le serpent de Bodkest
- Sezaig Penn ar C'hoad selon les anciens dires
- Toull an diaoul dans le bois du Nivot
- Une soupe plus que bonne
- Monsieur Mondaraon et Job le tailleur
- La pardon de saint Salomon dans la paroisse de Plouyé en 1913
- Jan Gamm
- Le clou maudit
- Le mariage de Manaig l'héritière du manoir de Kerdanet
- Le baptême des rues de Brasparts ou les soucis de quatre compères
- Un gamin égaré le jour de son baptême
- Yann Ar c'hignez
- Fanch Ar Gioc'h
- Gwerel le géant du manoir du Rusquec
- Saint Kaduan et Paolig le diable

Ces contes ont été republiés récemment.

### Diffusion et poursuite de son œuvre
L'association "Sur les traces de François Joncour" réédite les photographies et cartes postales de François Joncour. Elle organise régulièrement des expositions reprenant ces photographies dans les communes du centre du Finistère.
Elle a aussi édité de nombreux fascicules historiques sur de nombreuses communes de la région ou sur des thèmes historiques, par exemple:
- Penven, Michel, Frabolot, Jean-Pierre. "Brasparts". Association « Sur les traces de François Joncour ». Brasparts, 1995.
- Penven, Michel. "Huelgoat", son patrimoine, ses richesses. Association « Sur les traces de François Joncour ». Brasparts, 1990.
- Michel Penven et Jean-Pierre FRABOLOT, "Saint-Rivoal". Association « Sur les traces de François Joncour », 1995.
- Camille Clech et Michel Penven, "Loqueffret", Association « Sur les traces de François Joncour », mai 1996
- Michel Penven, J R Le Guillou ; "Pont de Buis" ; « Association sur les traces de François Joncour »
- "Le chemin de fer en Centre Finistère", Association sur les traces de François Joncour, 1991
- Penven, Michel. Le canal de Nantes à Brest en Centre-Finistère. Association sur les traces de François Joncour. Spézet, 1993.
- etc.